# Fred Wright
Fred Wright, właśc. Alfred Brockwell Wright (ur. 13 czerwca 1999 w Londynie) – brytyjski kolarz szosowy i torowy.
Wright jest medalistą mistrzostw Wielkiej Brytanii w kolarstwie torowym.

## Osiągnięcia

### Kolarstwo szosowe
Opracowano na podstawie:

2016
- 1. miejsce w klasyfikacji młodzieżowej Trofeo Karlsberg

2018
- 2. miejsce w Ronde de l’Oise
  - 1. miejsce w klasyfikacji młodzieżowej
  - 1. miejsce na 3. etapie

2019
- 3. miejsce w À travers les Hauts-de-France
- 1. miejsce na 7. etapie Giro Ciclistico d’Italia
- 1. miejsce na 4. etapie Tour de l’Avenir

2021
- 2. miejsce w mistrzostwach Wielkiej Brytanii (start wspólny)

### Kolarstwo torowe
Opracowano na podstawie:

2016
- 1. miejsce w mistrzostwach Europy juniorów (wyścig drużynowy na dochodzenie)

2017
- 2. miejsce w mistrzostwach Europy juniorów (wyścig drużynowy na dochodzenie)
- 1. miejsce w mistrzostwach Europy juniorów (omnium)

2018
- 1. miejsce w mistrzostwach Europy U23 (wyścig drużynowy na dochodzenie)

2019
- 1. miejsce w mistrzostwach Europy U23 (madison)

## Rankingi

### Kolarstwo szosowe
| Rok             | 2018 | 2019  | 2020  | 2021 | 2022 | 2023 | 2024 |
| --------------- | ---- | ----- | ----- | ---- | ---- | ---- | ---- |
| World Ranking   | 881. | 1155. | 1056. | 362. | 185. | 204. | 224. |
| UCI Europe Tour | 532. | 814.  | 821.  | 302. | 152. | -    | -    |
|                 |      |       |       |      |      |      |      |
| Źródło: UCI     |      |       |       |      |      |      |      |